# تراوبي
تراوبي أو تراوبي صودا هي علامة تجارية للمشروبات الغازية بنكهة عصير العنب. يتم إنتاجه في دول مثل المجر والنمسا وكرواتيا.
قبل عام 1995، كان يتم تصنيعه في المجر بواسطة مصنع يسمى تراوبي هنغاريا يقع في قرية بالاتونفيلاغوس. تنتج الشركة المشروب من نوع خاص من العنب المجري يسمى «ساسزلا». اسم تراوبي مشتق من الكلمة الألمانية «Trauben» والتي تعني العنب. عند زيارة المصنع في بالاتونفيلاجوس، يمكنك متابعة خطوات الإنتاج من حصاد العنب إلى التعبئة.
في النمسا، يتم إنتاجه بواسطة شركة والدكويل كوبيرسدورف المحدودة من كوبيرسدورف.  حصلت شركة ترينتو سوكوفي الكرواتية على ترخيص من والدكويل منذ عام 2006، وتنتجها في بريستوفاك.